# Scotto-Américains
Les Scotto-Américains (en anglais : Scottish Americans) sont les Américains ayant partiellement ou en totalité des origines écossaises. Ils sont étroitement liés aux Scotto-Irlando-Américains, descendants des Scots d'Ulster. Les Scots d'Ulster venaient originellement des Lowlands et de la frontière de l'Écosse avant de migrer dans la province d'Ulster, en Irlande. De là, ils auraient émigré en grand nombre cinq générations plus tard vers l'Amérique du Nord, durant le XVIIIe siècle.